# Rosey (Saône-et-Loire)
Pour les articles homonymes, voir Rosey.
Rosey est une commune française située dans le département de Saône-et-Loire, en région Bourgogne-Franche-Comté.

## Géographie
Village viticole de la côte chalonnaise, situé à plus de 16 kilomètres de Chalon-sur-Saône.

### Accès et transports
La ligne 7 du réseau Buscéphale passe à Rosey au niveau de la départementale 981 et s'arrête à l'arrêt de bus dit « Les Marguerons ».

### Hydrographie
La Vomme, une petite rivière prend sa source près du lavoir de la Vomme aux environs du chemin de la Boudoire.

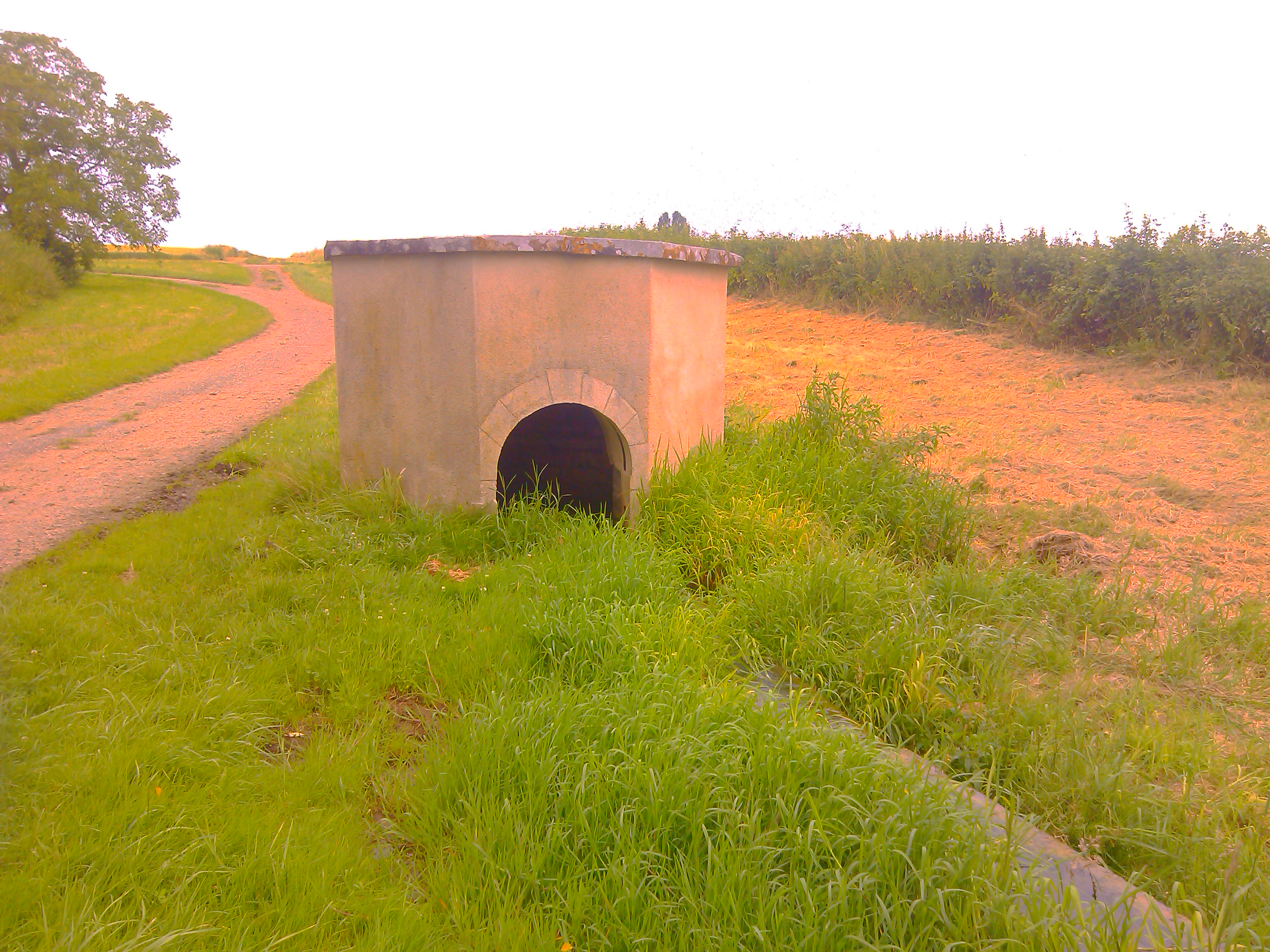
Source de la Vomme.

### Climat
Pour des articles plus généraux, voir Climat de la Bourgogne-Franche-Comté et Climat de Saône-et-Loire.
En 2010, le climat de la commune est de type climat océanique dégradé des plaines du Centre et du Nord, selon une étude du Centre national de la recherche scientifique s'appuyant sur une série de données couvrant la période 1971-2000. En 2020, Météo-France publie une typologie des climats de la France métropolitaine dans laquelle la commune est dans une zone de transition entre le climat océanique altéré et le climat océanique altéré et est dans la région climatique Bourgogne, vallée de la Saône, caractérisée par un bon ensoleillement (1 900 h/an), un été chaud (18,5 °C), un air sec au printemps et en été et des vents faibles.
Pour la période 1971-2000, la température annuelle moyenne est de 11,1 °C, avec une amplitude thermique annuelle de 18 °C. Le cumul annuel moyen de précipitations est de 844 mm, avec 11,3 jours de précipitations en janvier et 7,1 jours en juillet. Pour la période 1991-2020, la température moyenne annuelle observée sur la station météorologique de Météo-France la plus proche, « Chalon-Champforgueil », sur la commune de Champforgeuil à 13 km à vol d'oiseau, est de 11,4 °C et le cumul annuel moyen de précipitations est de 736,5 mm. 
La température maximale relevée sur cette station est de 39,7 °C, atteinte le 12 août 2003 ; la température minimale est de −17,6 °C, atteinte le 20 décembre 2009,,.
Les paramètres climatiques de la commune ont été estimés pour le milieu du siècle (2041-2070) selon différents scénarios d'émission de gaz à effet de serre à partir des nouvelles projections climatiques de référence DRIAS-2020. Ils sont consultables sur un site dédié publié par Météo-France en novembre 2022.

#### Dijon
Pour la ville de Dijon (316 m), les valeurs climatiques jusqu'à 1990 :
| Mois                              | jan. | fév. | mars | avril | mai  | juin | jui. | août | sep. | oct. | nov. | déc. | année |
| --------------------------------- | ---- | ---- | ---- | ----- | ---- | ---- | ---- | ---- | ---- | ---- | ---- | ---- | ----- |
| Température minimale moyenne (°C) | −1   | 0,1  | 2,2  | 5     | 8,7  | 12   | 14,1 | 13,7 | 10,9 | 7,2  | 2,5  | −0,2 | 6,3   |
| Température moyenne (°C)          | 1,6  | 3,6  | 6,5  | 9,8   | 13,7 | 17,2 | 19,7 | 19,1 | 16,1 | 11,3 | 5,6  | 2,3  | 10,5  |
| Température maximale moyenne (°C) | 4,2  | 7    | 10,8 | 14,7  | 18,7 | 22,4 | 25,3 | 24,5 | 21,3 | 15,5 | 8,6  | 4,8  | 14,8  |
| Précipitations (mm)               | 49,2 | 52,5 | 52,8 | 52,2  | 86,3 | 62,4 | 51   | 65,4 | 66,6 | 57,6 | 64,2 | 62   | 732,2 |

#### Mâcon
Pour la ville de Mâcon (216 m), les valeurs climatiques de 1961 à 1990 :
| Mois                              | jan. | fév. | mars | avril | mai  | juin | jui. | août | sep. | oct. | nov. | déc. | année |
| --------------------------------- | ---- | ---- | ---- | ----- | ---- | ---- | ---- | ---- | ---- | ---- | ---- | ---- | ----- |
| Température minimale moyenne (°C) | −0,6 | 0,7  | 2,5  | 5,2   | 8,9  | 12,3 | 12,4 | 13,9 | 11,1 | 7,5  | 2,9  | 0,1  | 6,6   |
| Température moyenne (°C)          | 2,1  | 4    | 6,8  | 10    | 13,9 | 17,5 | 20,1 | 19,4 | 16,4 | 11,7 | 6    | 2,7  | 10,9  |
| Température maximale moyenne (°C) | 4,9  | 7,3  | 11,1 | 14,8  | 18,9 | 22,8 | 25,7 | 24,9 | 21,7 | 15,9 | 9,1  | 5,3  | 15,2  |
| Précipitations (mm)               | 66,3 | 60,9 | 58,7 | 69,4  | 85,9 | 74,7 | 58,1 | 77,1 | 75,7 | 71,7 | 72,7 | 70,4 | 841,4 |

## Urbanisme

### Typologie
Au 1er janvier 2024, Rosey est catégorisée commune rurale à habitat dispersé, selon la nouvelle grille communale de densité à sept niveaux définie par l'Insee en 2022.
Elle est située hors unité urbaine. Par ailleurs la commune fait partie de l'aire d'attraction de Chalon-sur-Saône, dont elle est une commune de la couronne,. Cette aire, qui regroupe 109 communes, est catégorisée dans les aires de 50 000 à moins de 200 000 habitants,.

### Occupation des sols
L'occupation des sols de la commune, telle qu'elle ressort de la base de données européenne d’occupation biophysique des sols Corine Land Cover (CLC), est marquée par l'importance des territoires agricoles (68,9 % en 2018), une proportion identique à celle de 1990 (68,9 %). La répartition détaillée en 2018 est la suivante : zones agricoles hétérogènes (56,7 %), forêts (25,7 %), cultures permanentes (8 %), zones urbanisées (5,4 %), prairies (4,2 %). L'évolution de l’occupation des sols de la commune et de ses infrastructures peut être observée sur les différentes représentations cartographiques du territoire : la carte de Cassini (XVIIIe siècle), la carte d'état-major (1820-1866) et les cartes ou photos aériennes de l'IGN pour la période actuelle (1950 à aujourd'hui).

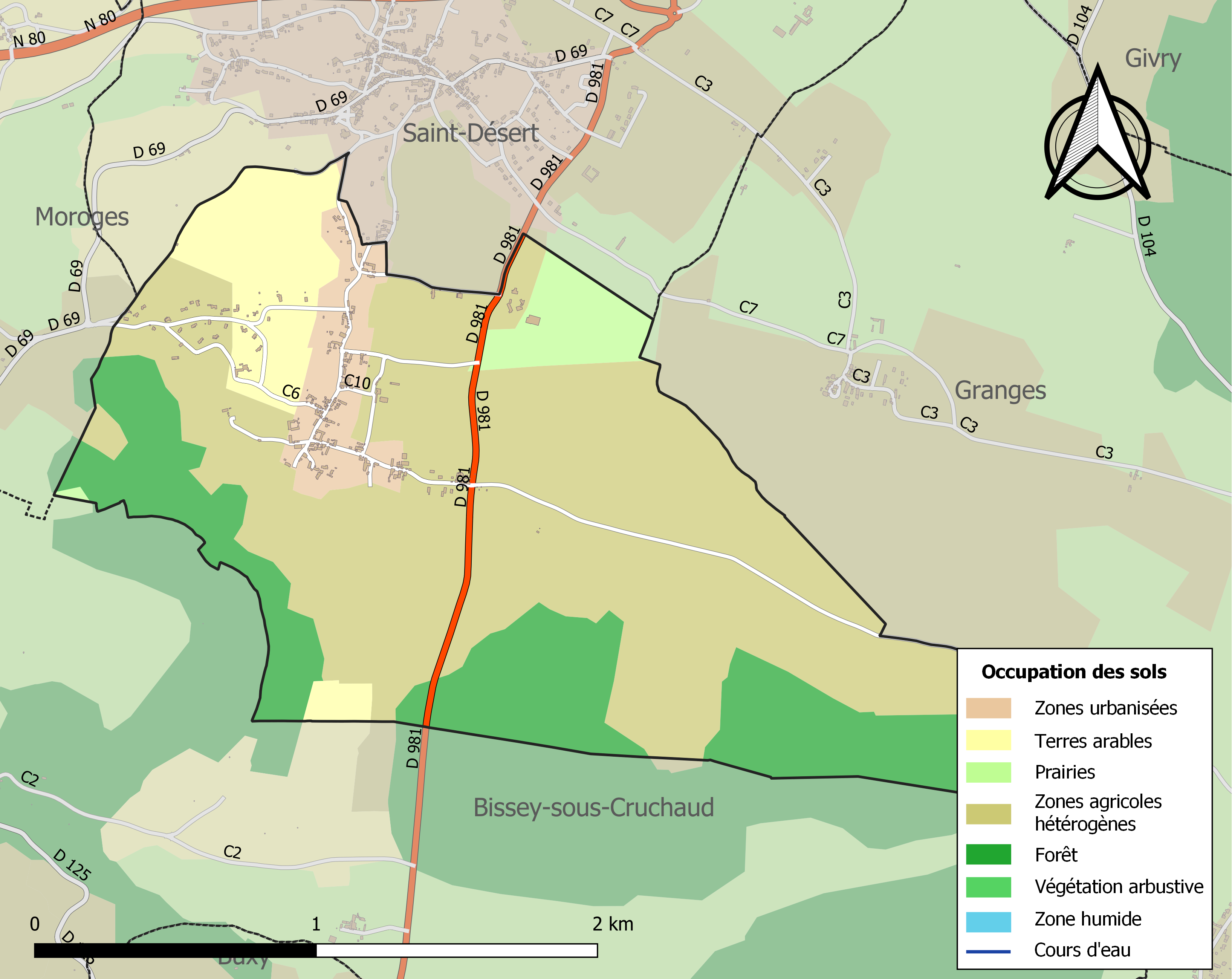
Carte des infrastructures et de l'occupation des sols de la commune en 2018 (CLC).

## Histoire
Ce village était sous le patronage de saint Pierre de Chalon.

## Toponymie
Autrefois Rosarium puis Rosiacum.

## Politique et administration

### Administration municipale
Saint-Désert dépend de la sous-préfecture de Saône-et-Loire à Chalon-sur-Saône. Le conseil municipal est composé de 11 membres conformément à l’article L2121-2 du Code général des collectivités territoriales. À l'issue des élections municipales de 2014, Christian Ménager a été réélu maire de la commune

### Listes des maires
| Période                                  | Période                    | Identité          | Étiquette | Qualité                                     |
| ---------------------------------------- | -------------------------- | ----------------- | --------- | ------------------------------------------- |
| 1931                                     | 1939 (suspendu par décret) | Marius Griveaux   | PCF       | Viticulteur                                 |
| 1940                                     | 1944                       | Pierre Barrier    |           | Maire nommé par le préfet de Saône-et-Loire |
| 1944                                     | 1945                       | Marius Griveaux   | PCF       | Viticulteur                                 |
|                                          |                            |                   |           |                                             |
| 1971                                     | 1987                       | Jean Perrier      | PCF       |                                             |
| 1987                                     | juin 1995                  | Georges Parize    |           | Viticulteur                                 |
| juin 1995                                | en cours                   | Christian Ménager | DVG       | Retraité de la Fonction publique            |
| Les données manquantes sont à compléter. |                            |                   |           |                                             |

### Instance judiciaire et administrative
Dans le domaine judiciaire, la commune dépend aussi de la commune de Chalon-sur-Saône qui possède un tribunal d'instance et un tribunal de grande instance, d'un tribunal de commerce et d'un conseil des prud'hommes. Pour le deuxième degré de juridiction, elle dépend de la cour d'appel et de la cour administrative d'appel de Dijon.

## Démographie
L'évolution du nombre d'habitants est connue à travers les recensements de la population effectués dans la commune depuis 1793. Pour les communes de moins de 10 000 habitants, une enquête de recensement portant sur toute la population est réalisée tous les cinq ans, les populations de référence des années intermédiaires étant quant à elles estimées par interpolation ou extrapolation. Pour la commune, le premier recensement exhaustif entrant dans le cadre du nouveau dispositif a été réalisé en 2005.

En 2022, la commune comptait 160 habitants, en évolution de −2,44 % par rapport à 2016 (Saône-et-Loire : −1,06 %, France hors Mayotte : +2,11 %).
| 1793 | 1800 | 1806 | 1821 | 1831 | 1836 | 1841 | 1846 | 1851 |
| ---- | ---- | ---- | ---- | ---- | ---- | ---- | ---- | ---- |
| 319  | 342  | 362  | 348  | 344  | 339  | 324  | 336  | 329  |

| 1856 | 1861 | 1866 | 1872 | 1876 | 1881 | 1886 | 1891 | 1896 |
| ---- | ---- | ---- | ---- | ---- | ---- | ---- | ---- | ---- |
| 341  | 323  | 340  | 306  | 351  | 330  | 313  | 316  | 304  |

| 1901 | 1906 | 1911 | 1921 | 1926 | 1931 | 1936 | 1946 | 1954 |
| ---- | ---- | ---- | ---- | ---- | ---- | ---- | ---- | ---- |
| 310  | 295  | 269  | 239  | 211  | 187  | 182  | 181  | 140  |

| 1962 | 1968 | 1975 | 1982 | 1990 | 1999 | 2005 | 2006 | 2010 |
| ---- | ---- | ---- | ---- | ---- | ---- | ---- | ---- | ---- |
| 127  | 127  | 130  | 154  | 173  | 166  | 165  | 164  | 165  |

| 2015 | 2020 | 2022 | - | - | - | - | - | - |
| ---- | ---- | ---- | - | - | - | - | - | - |
| 163  | 160  | 160  | - | - | - | - | - | - |

## Économie

Les vignobles de la côte chalonnaise.

La viticulture.

## Vignoble
Village viticole, qui est compris dans des appellations régionales de Bourgogne.

## Culture locale et patrimoine

### Lieux et monuments
- Château de Rosey[24], construit en 1767.
- Église Saint-Pierre[25], d'origine romane, nef XIIe siècle, transept clocher XIIIe et XIVe siècles, mobilier classé. Extérieur restauré en 1989 ; intérieur restauré 1989-1998 par dix chantiers de bénévoles.
- Lavoir, fontaine et source de la Vomme, XIXe siècle[26].
- Lavoir dit de la fontaine de Nourrice, XIXe siècle[27].
- Château du Mauny.

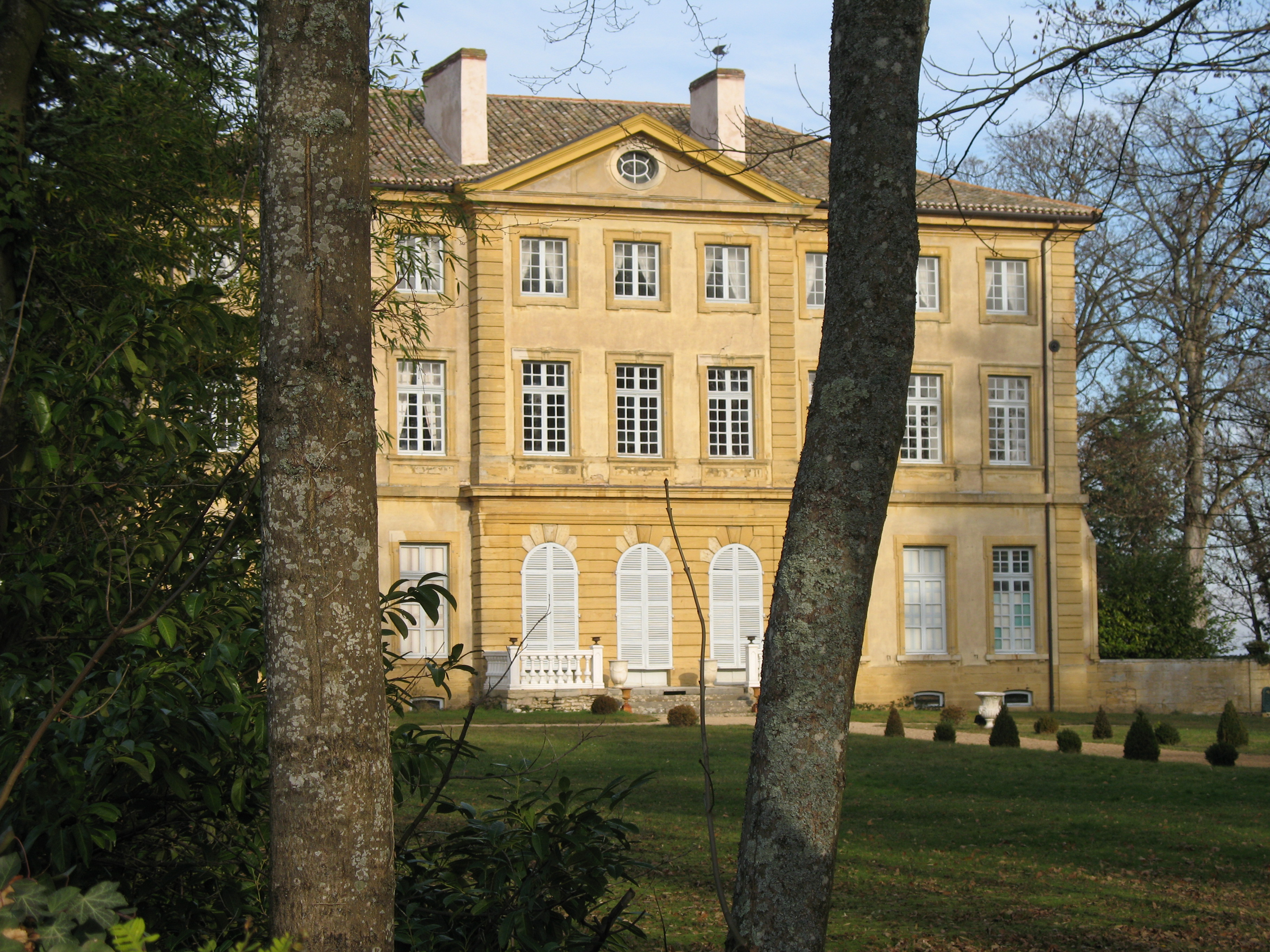
Château de Rosey.
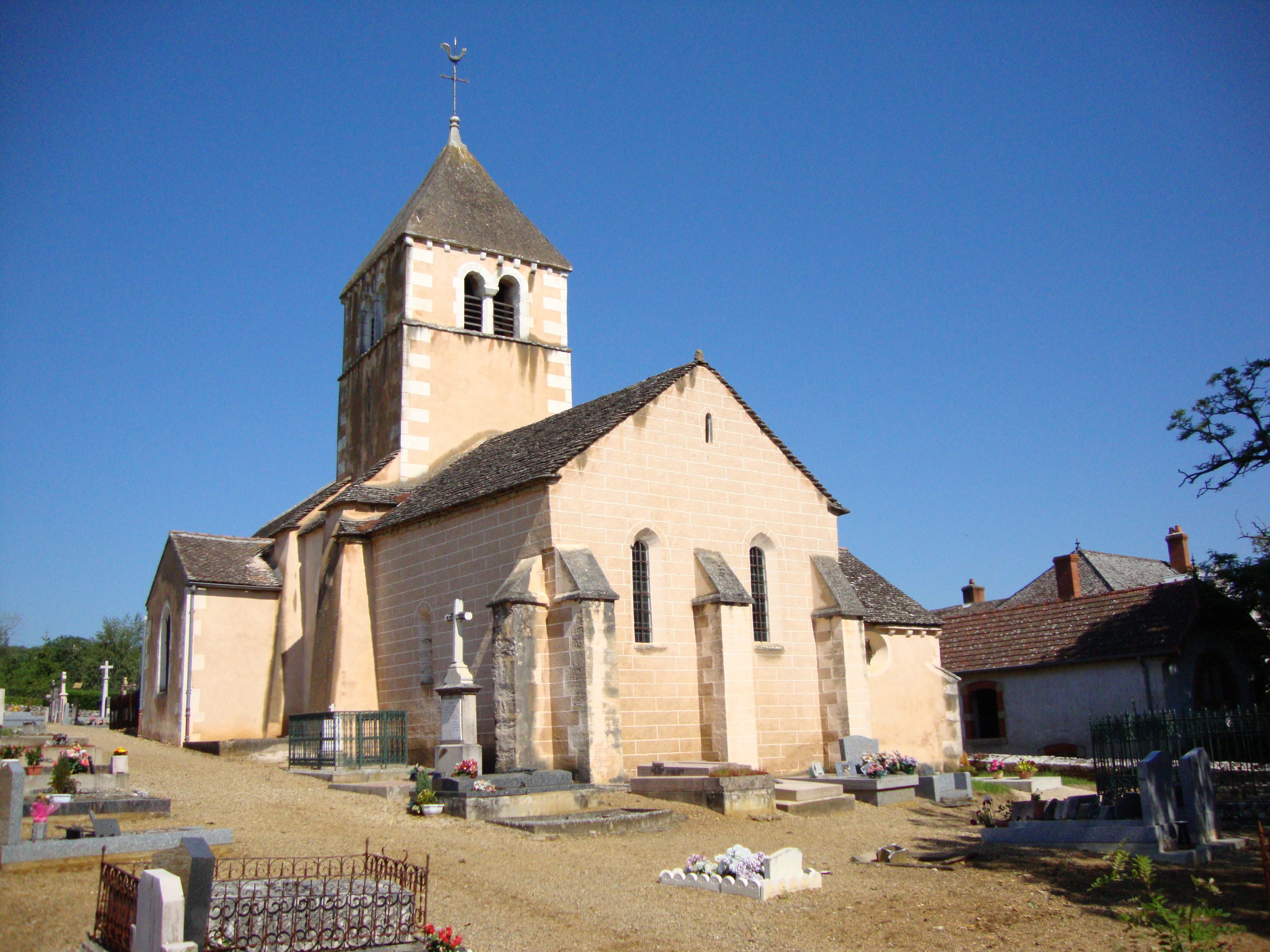
Église Saint-Pierre de Rosey.
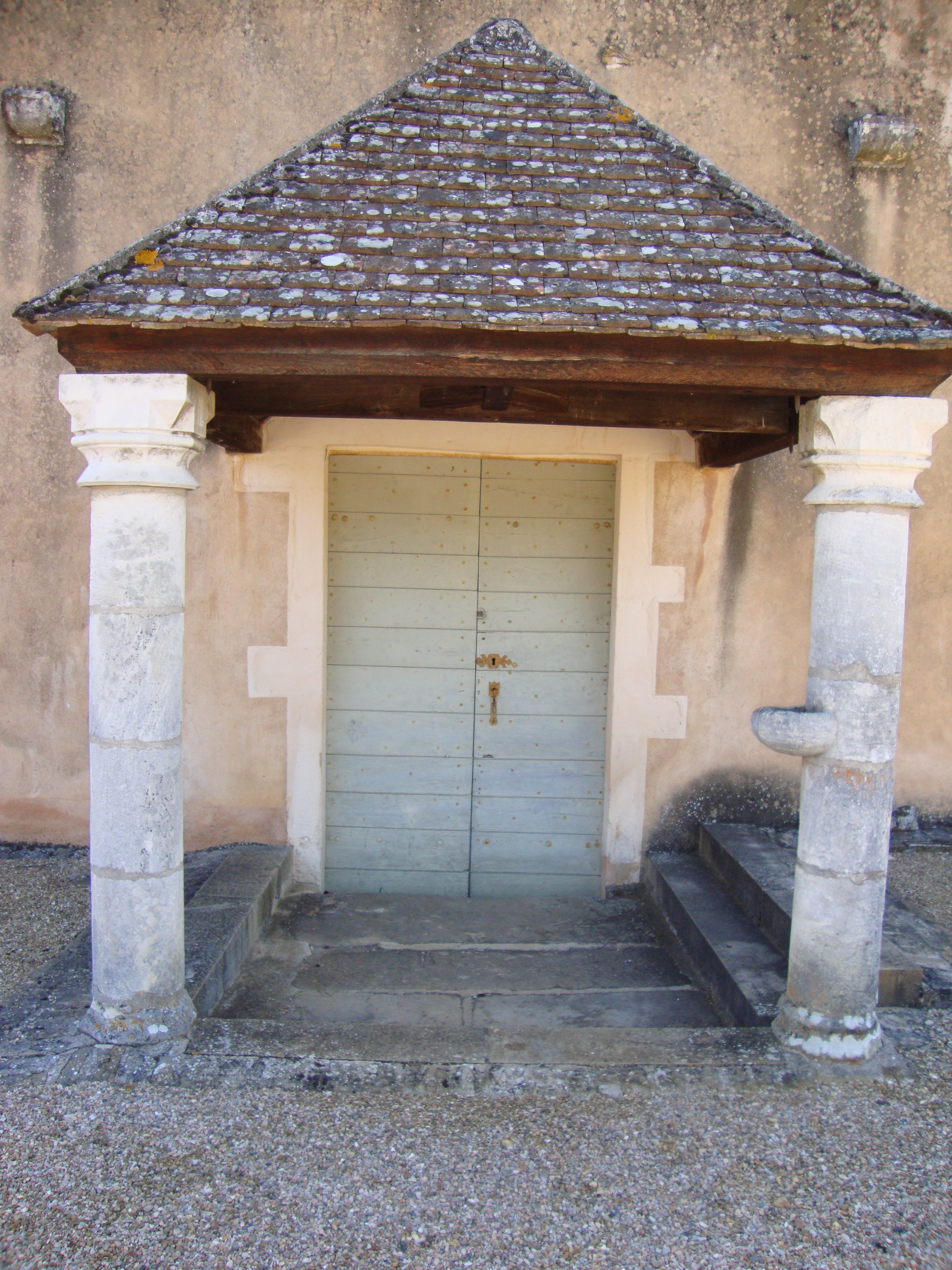
Portail de l'église Saint-Pierre de Rosey.
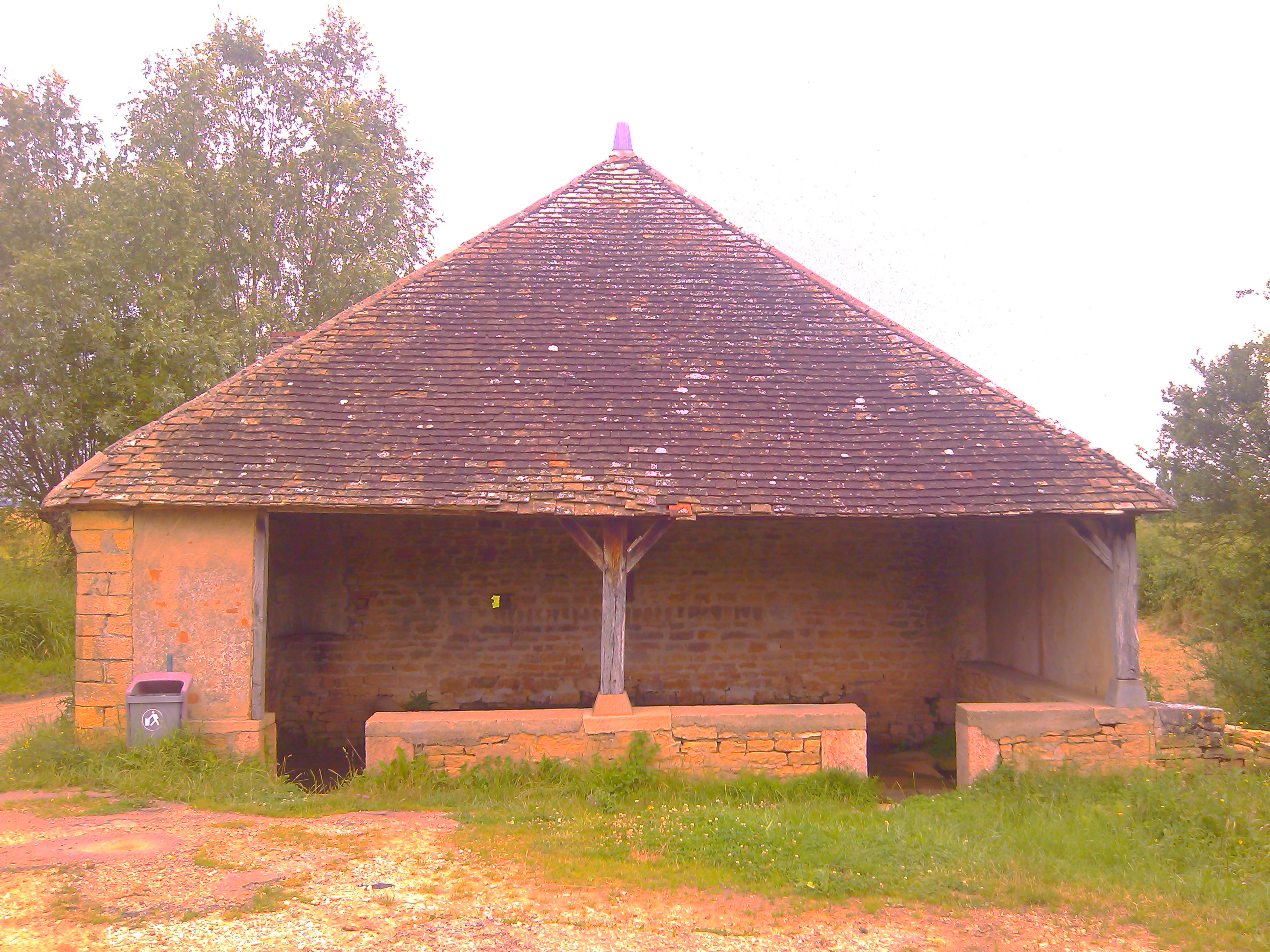
Lavoir de la Vomme.
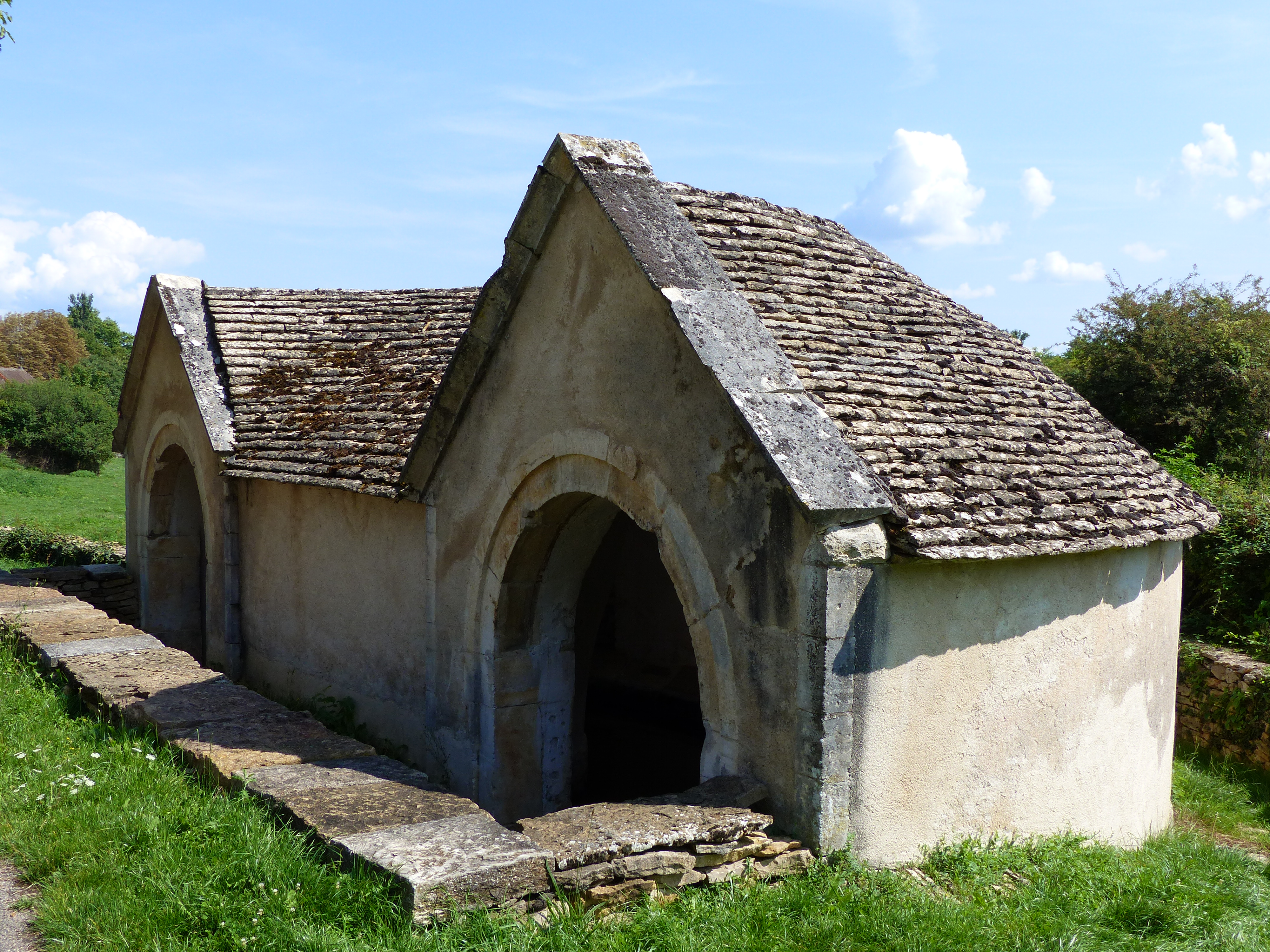
Lavoir de Nourrice.

### Héraldique
| Blason de Rosey | Blason  | De sinople à une clé d'argent posée en bande, accompagnée en chef d'une grappe de raisin tigée et feuillée d'or et en pointe d'un roseau à massette du même ; au chef bandé d'or et d'azur et à la bordure de gueules.                      |
| Blason de Rosey | Détails | La clé est attribut de saint Pierre, patron de la paroisse locale, le raisin est pour la viticulture, le roseau renvoie au nom de la commune et le chef est aux armes de Bourgogne ancien. Le statut officiel du blason reste à déterminer. |

## Pour approfondir